# Gamst
Gamst er en landsby i Sydjylland med ca. 50 indbyggere, beliggende 21 km vest for Kolding, 6 km syd for Gesten og 6 km øst for Vejen. Landsbyen hører til Vejen Kommune og ligger i Region Syddanmark.
Gamst hører til Andst Sogn. Andst Kirke ligger i Store Andst 2 km sydøst for Gamst.

## Gamst Søenge
I 2005 blev den udtørrede Gamst Sø gendannet i den midterste del af Gamst Søenge. Søen var dannet i en tunneldal fra Weichsel-istiden, og i Oldtiden var den stadig et samlet vandspejl og en del større end de spredte søer, der nu ses. Hvor Gamstgård ligger, var der i århundreder præstegård for Andst og Gesten pastorat. I 1700-tallet kunne præsten fra Gamstgård ro på søen op til Andst Kirke, men siden blev søen afvandet og gjort til enge, senest i et projekt efter 2. Verdenskrig.

## Faciliteter
Gamst Forsamlingshus blev renoveret i 2007-08 og har pladser og service til 80 personer.

## Historie
I 1588 overnattede Frederik 2. i Gamstgård på vej til Ribe.
I 1904 beskrives Gamst således: "Gamst (gml. Form: Gamsted) med Skole og Købmandshdl." Gamst Sø var på dette tidspunkt udtørret. Gamst Å, som havde løbet gennem søen, hed dengang Lilleå.
Gamst fik station på Troldhede-Kolding-Vejen Jernbane (1917-68), hvis hovedstrækning gik mellem Troldhede og Kolding. Gamst Station var den eneste mellemstation på sidebanen Gesten-Vejen, som blev nedlagt i 1951. Stationen lå i udkanten af den spredte landsbybebyggelse, og der kom ikke anden bebyggelse omkring stationen, så Gamst fik aldrig præg af stationsby. Stationsbygningen er bevaret på Rugholmvej 13.
Midt i 1900-tallet var der stadig en lille skole, smed, skomager og brugsforening. 2 km nord for Gamst lå Gamst Legetøjsmuseum, men det brændte ned i slutningen af 2008.